# Ctenotus rosarium
Ctenotus rosarium là một loài thằn lằn trong họ Scincidae. Loài này được Couper, Amey & Kutt mô tả khoa học đầu tiên năm 2002.